# Golfvereniging De Woeste Kop
Golfvereniging De Woeste Kop is een Nederlandse golfclub in Axel (bij Terneuzen) in de provincie  Zeeland.
De Woeste Kop ligt in natuurgebied de Smitsschorre aan de rand van Axel in Zeeuws-Vlaanderen. De 18 holes baan met A-status is aangelegd tussen kreken en bossen, grenzend aan typisch Zeeuwse polders met dijken en populieren. De watertoren van Axel is gesitueerd aan een van de holes. De toren is met zijn hoogte van 60,60 m een niet te missen herkenningspunt.